# The Truth Beneath
Pour plus de détails, voir Fiche technique et Distribution.
The Truth Beaneath (hangeul : 비밀은 없다 ; RR : Bimileun eopda ; litt. « Il n'y a pas de secret ») est un film sud-coréen réalisé par Lee Kyoung-mi, sorti en 2016.

## Synopsis
Kim Jong-chan (Kim Joo-hyuk) est un politicien en campagne. Sa fille adolescente, Min-jin (Shin Ji-hoon), disparaît et sa femme, Yeon-hong (Son Ye-jin), décide de partir à sa recherche.

## Fiche technique
Sauf indication contraire ou complémentaire, les informations mentionnées dans cette section peuvent être confirmées par la base de données Korean Movie Database
- Titre original : 비밀은 없다
- Titre anglophone : The Truth Beneath
- Réalisation : Lee Kyoung-mi
- Scénario : Jeong Seo-kyeong, Jeong So-yeong, Kim Da-young, Lee Kyoung-mi et Park Chan-wook
- Musique : Jang Young-gyu
- Décors : Hong Joo-hee
- Costumes : Jo Sang-gyeong
- Photographie : Ju Seong-rim
- Montage : Park Gok-ji
- Production : Kim Yoon-ho et Lee Mi-young
- Société de production : Film Train et Gummy
- Société de distribution : CJ Entertainment
- Pays de production :  Corée du Sud
- Langue originale : coréen
- Format : couleur
- Genre : drame, thriller
- Durée : 102 minutes
- Date de sortie :
  - Corée du Sud : 23 juin 2016

## Distribution
- Son Ye-jin : Kim Yeon-hong
- Kim Joo-hyuk : Kim Jong-chan, époux de Yeon-hong
- Choi Yu-hwa : Son So-ra
- Han Cheol-woo : Dr Jo
- Kim Eui-sung : No Jae-soon
- Kim Gin-goo : la grand-mère témoin
- Kim Min-jae : le secrétaire général
- Kim So-hee : Choi Mi-ok
- Lee Sang-hee : la belle-mère de Mi-ok
- Park Jin-woo : Choi, le chauffeur
- Shin Ji-hoon : Kim Min-jin, fille de Yeon-hong et Jong-chan
- Moon Young-dong : l'inspecteur Nam
- Jung Do-won : l'inspecteur Lee

## Box-office
Le film rapporte 1,9 million de dollars au box-office.

## Distinctions

### Récompenses
- Buil Film Awards 2016 : meilleure actrice Son Ye-jin[2]
- Festival du film coréen à Paris 2016 : prix du public SensCritique[3]
- Korean Association of Film Critics Awards 2016 : meilleur réalisateur[4]

- Pusan Film Critics Awards 2016[2] :
  - Meilleur film
  - Meilleure actrice Son Ye-jin

- Chunsa Film Art Awards 2017[2] :
  - Meilleure actrice Son Ye-jin
  - Meilleur scénario pour Lee Kyoung-mi

### Nominations
- Buil Film Awards 2016[2] :
  - Meilleur réalisateur
  - Meilleur réalisateur débutant